# Jan Hendrich
Jan Hendrich (15. února 1845 Praha – 22. dubna 1926 tamtéž) byl český ekonom a amatérský archeolog. Řadu let pracoval jako hospodářský správce dvora Filipov u Čáslavi, později byl zaměstnán jako vrchní kontrolor dělnické úrazové pojišťovny. Během pobytu na Čáslavsku se aktivně účastnil historického a archeologického výzkumu; spoluzakládal a vedl muzejní spolek Včela Čáslavská a publikoval několik pojednání o významných památkách v okolí (hrad Žleby, Drobovice, Kostel sv. Kříže u Ronova).

## Život
Narodil se 15. února 1845 v Praze jako syn Johanna Hendricha (1799-1862), pokladníka hraběte Kinského.
Pracoval jako praktický ekonom – hospodářský správce, například ve východočeských Smidarech (kde se mu r. 1868 také narodil nejstarší syn Jan). Později získal místo správce na statku Filipov u Čáslavi. Zde se spřátelil s místním archeologem Klimentem Čermákem a zapojil do veřejného a kulturního života. Působil v řadě vlasteneckých spolků. Spoluzakládal obnovený muzejní a archeologický spolek Včela Čáslavská a osmnáct let jej vedl jako předseda. Jako „ochotník“ (amatér) se zapojil do výzkumu památek v okolí Čáslavi a napsal na to téma několik knih (viz sekci Dílo).
V říjnu 1892 se vrátil do Prahy, kde pracoval jako kontrolor, popř. vrchní kontrolor úrazové pojišťovny.
Zemřel 22. dubna 1926 v Praze-Holešovicích, pohřben byl zpopelněním v olšanském krematoriu.

### Dílo
Byl autorem následujících prací:
- Die wichtigsten landwirthschaftlichen Culturpflanzen zum praktischen Gebrauche für Landwirthe, Taxatoren, Ackerbauschüler etc. (Nejdůležitější zemědělské plodiny k praktickému využití pro zemědělce, odhadce a studenty, 1878)
- Specieller Pflanzenbau : kurze Anleitung zum Anbau der landwirthschaftlichen Kulturpflanzen (Agronomie — krátký úvod do pěstování zemědělských plodin, 1880)
- Panství Filipovské : kostel sv. Kříže u Ronova (1885)
- Drobovice : monografický úryvek (1887)
- Hrad Žleby : ve východních Čechách, jeho majitelé, děje a památnosti (1888); vyšlo rovněž v němčině jako Die Burg Žleb in Ostböhmen : ihre Besitzer, Geschichte und Sehenswürdigkeiten : nebst einer Beschreibung der Kirche, Gruft und Stadt Žleb, sowie der Filialkirchen in Markovic (1888)